# Футбольний удар

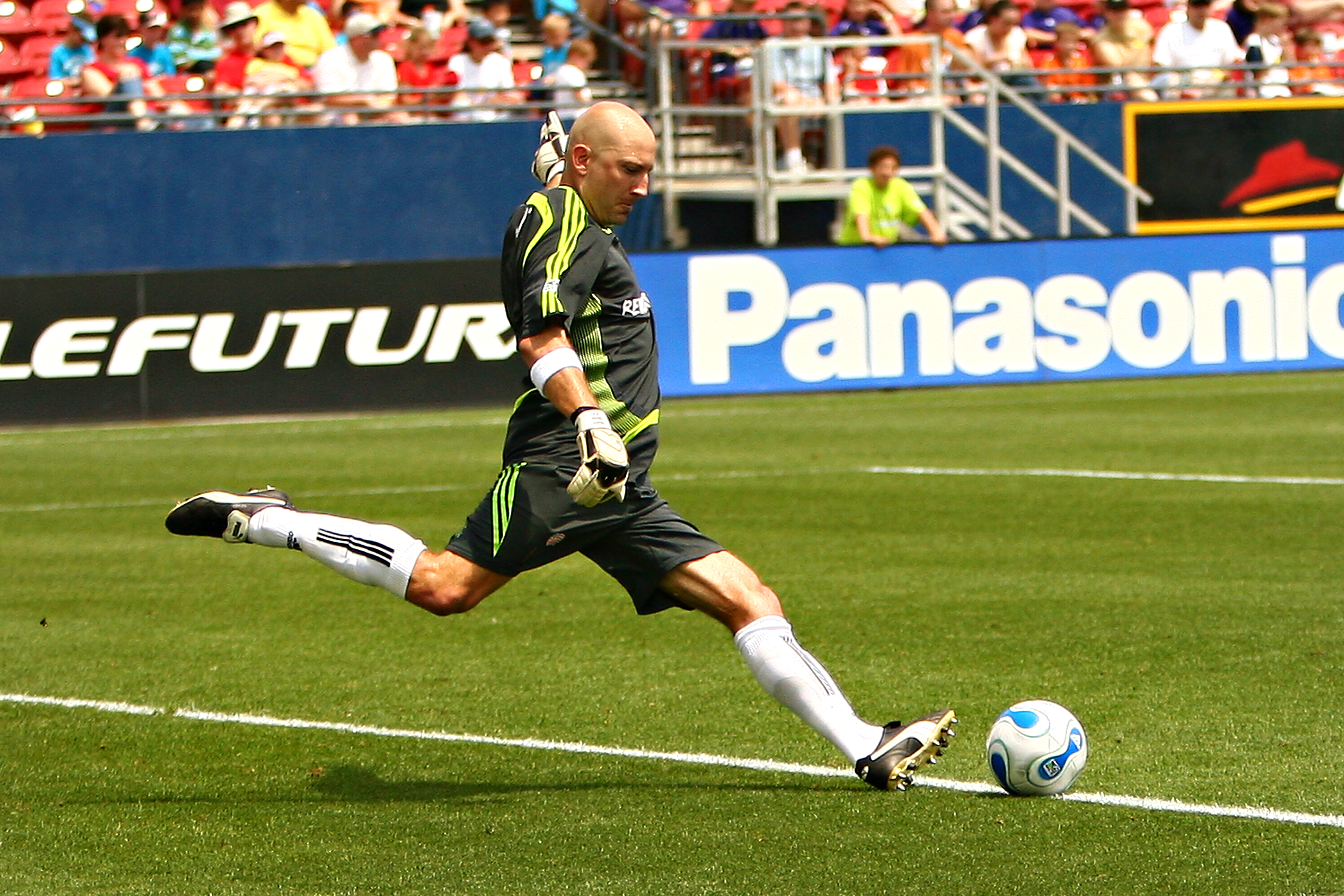
Футбольний удар.

Футбольний удар — це вид удару ногою, який застосовується в спортивних іграх (футбол, регбі) для завдання прискорення спортивному снаряду, і в спортивних єдиноборствах (змішані єдиноборства, вале тудо) для завдання фізичної шкоди супернику.
Найшвидший в історії футбольний удар був виконаний бразильським захисником Ронні Хеберсоном Фуртаду де Араужу 26 листопада 2006 року у матчі «Спортінг» — «Навал». Швидкість вільного удару, виконаного Ронні сягнула 210,9 км/год.
Футбольні удари в бійцівських двобоях виконуються по збитому з ніг супернику і зустрічаються рідко, оскільки такі удари заборонені правилами більшості спортивних федерацій. Швидкість футбольного удару в поєдинку в 2-3 рази менша за швидкість аналогічного удару по спортивному снаряду в командних іграх, оскільки в межах рингу (клітки) удар часто виконується без розбігу. Маса такого удару сягає понад 1000 кг.